# チャールズ・オハラ (初代ティローリー男爵)
初代ティローリー男爵チャールズ・オハラ中将（英語: Charles O'Hara, 1st Baron Tyrawley、1650年頃 - 1724年6月9日）は、アイルランド王国出身のイギリス陸軍軍人。アイルランド軍総指揮官を務めたことで知られる（在任：1714年 - 1721年）。

## 生涯
17世紀中期、アイルランド王国で生まれた。叙爵の特許状ではスライゴ県出身とされたものの、メイヨー県の出身とする説もある。1675年に渡仏してジェームズ・バトラー（後の第2代オーモンド公爵）に乗馬を教えたとされ、1678年にヨーク公の歩兵連隊での辞令を得て大尉として入隊した。1679年に英蘭旅団に転じ、1686年に近衛歩兵第一連隊に転じた。1689年、同連隊の中佐になった。
スペイン継承戦争中の1702年にカディスに向かい、ビーゴ湾の海戦で戦功を立てたが、帰国の道中に略奪に働いたとして逮捕された。後に無罪放免されてスペインにおける副総指揮官に任命され、フランス軍のグアダラハラ攻撃を阻止してティローリー男爵に叙された。1707年のアルマンサの戦いでは左翼を率いた。戦闘で負傷したものの騎兵とともにトゥルトーザまで退き、翌年までに帰国した。
1710年5月25日に貴族院議員に就任、枢密顧問官に任命された後、1714年に国王ジョージ1世によって再び枢密顧問官に任命された。
1714年11月6日、連隊長の職を息子に譲った後アイルランド軍総指揮官に任命され、1721年まで務めた。1724年6月8日/9日に死去、11日にダブリンで埋葬された。

## 家族
フランシス・ローズ（Frances Rouse、1738年11月10日没）と結婚して1男1女をもうけた。
- ジェームズ（1682年 - 1774年） - 第2代ティローリー男爵
- メアリー（1759年没）